# 本間秋彦
本間 秋彦（ほんま あきひこ、1961年10月12日 - ）は、日本のローカルタレント・ラジオパーソナリティ・DJ・司会者。宮城県牡鹿郡牡鹿町（現：石巻市）出身。東北高等学校、東北福祉大学卒。

## 来歴・人物
大学卒業時に作ったラジオ番組のデモテープが番組制作会社の部長の目に留まったことがきっかけで、番組制作会社で制作の仕事を行っていた。「伊集院守」の別名でも活動を行なっていたが、制作側として10年間仕事をしてきたなかで「自分で喋る仕事をしたい」という思いが強くなったといい、1999年にフリーとなった。愛称である「本間ちゃん」は“ちゃん”を付ける業界用語から。
FMラジオの番組で仕事をしていた頃、作り手側としても出演する側としても「FMは、かっこよく喋らなくてはいけない」と思っていたが、大阪のFMラジオFM802（エフエムはちまるに）を聞きカルチャーショックを受け、「地元に即したプログラムで良いんじゃないか」と思うようになり、徐々に方言を使った訛ったラジオパーソナリティとしてのスタイルを確立していった。
仙台弁の代表的な母語話者というイメージを持たれることがあるが、本間によると「仙台弁というより宮城弁。」であり、自身が育った石巻の浜言葉であるという。
趣味は「海釣り」であり、「キャッチ・アンド・イート」を信条にしている。
2008年には日本プロバスケットボールリーグ bjリーグ2008-2009シーズンの仙台89ERSブースターキャプテンを務めた。
2011年9月に東日本大震災の被災地への復興支援プログラムとして企画されたプロジェクト「お国ことばでラジオ体操」にボランティアで参加、「おらほのラジオ体操第一」で石巻弁での号令かけを担当したほか動画にも出演し、話題となった。
Rakuten.FM TOHOKUで2015年から、ラジオパーソナリティ・実況アナウンサーを務める本間拓人（パーソナリティネーム:TACK）は息子であり、Date fm及びRakuten.FM TOHOKU双方の番組での親子での生放送出演も実現している。

## 出演

### ラジオ
- AIRJAM FRIDAY（2005年4月 - 、Date fm）毎週金曜日レギュラー
- RESETTERS!（2012年4月 - 、Date fm）毎週月曜日レギュラー

### テレビ
- 突撃!ナマイキTV（2003年4月 - 、東日本放送）司会 - 毎週月 - 金曜日レギュラー

### ネット配信
- RESETTERS!（2012年4月 - 、Date fm） - Podcastによる配信。

### 過去の出演番組

#### ラジオ
- 男女りすなぁ若者語（1988年10月 - 1995年3月、TBCラジオ）
- 独占ラジオ丼〜生でゴメンネッ!〜（1995年4月 - 1999年9月、TBCラジオ）
- 夕方ラジオ 本間秋彦シャカリキ大放送（1999年10月 - 2000年9月、TBCラジオ）
- コンビニエンスステーション ミッドナイトスペシャル（Date fm）※伊集院 守 名義で担当
- SATURDAY JUNGLE（Date fm）
- MOVE ON DATE ×××（- 2002年3月、Date fm）
- AIRJAM（2002年4月 - 2005年3月、Date fm）
- AIRJAM NIGHT（2005年4月 - 2007年3月、Date fm）
- あんべ光俊 365日のラブソング（Date fm）
- あんべ光俊 スターライトエクスプレス（Date fm）
- レディオポップ　スーパーグルーヴナイト（ラジオ福島）
- MJQ net（2003年4月 - 2013年3月 、Date fm）
- ほんまでっCarラジオ（Date fm）
- G☆ドリーム（ラジオ石巻）

#### テレビ
- スーパーSATマイルド（1993年4月 - 1994年9月、仙台放送）司会
- 夕やけTV編集局（1994年10月 - 1996年3月、仙台放送）外中継リポーター
- ほっとチャンネル（1996年4月 - 11月、仙台放送）外中継リポーター
- ドラマニア倶楽部（1999年、仙台放送）司会
- ひるまにあん（2009年4月 - 2010年3月、東日本放送）司会
- 本間ちゃんのガスで生活向上委員会（2006年5月 - 2008年3月）

### 声優
- Mr.インクレディブル（2004年）警備員役
- 飛び出せ!ぐりりの大冒険（2005年）だべじいさん役

### CM
- MJQウエディング
- サークルKサンクス
- 仙台市ガス局（2006年8月 - )
- ダイク「本間ちゃんがダイクスタッフに！」編（2020年12月6日 - ）[9]

### ナレーション
- 今きらめいて（1999年、仙台放送）
- 『クラシカル センダイ』（2010年4月24日、NPO法人20世紀アーカイブ仙台）

### イメージキャラクター
- 仙台市ガス局イメージキャラクター（2006年8月 - )

### 映画
- F (エフ)（松竹）

## 作品

### シングル
- 「今、この愛に」（1994年6月19日、TODT-3353）曽宮一恵&本間秋彦名義
  - 1994年のSENDAI光のページェントイメージソング。当時、仙台放送のアナウンサーだった曽宮一恵とのデュエットソング。
- 「Dream of EAGLES 〜夢をかなえて」（2005年4月1日、LLCS-12）サトル&アッキー（本間秋彦）名義
  - 坂本サトルとのコラボによる東北楽天ゴールデンイーグルス公認応援ソング。
- 「GO!GO!ナイナーズ」（2009年12月2日、LLCS-21）ハレルヤナイナーズ（本間秋彦&CANDY GIRLS）名義
  - 仙台89ERSスタジアムDJを務める山蔭ヒーロがブースターとブーストする為に企画した公認応援ソング。

### 参加作品
- 「MOTER MAN」（SUPER BELL''Z）
  - MOTER MANシリーズ中、仙石線・仙山線・東北新幹線はやて・山形新幹線つばさ・陸羽東線の各楽曲にゲスト出演。